# Río Valdediós
El río Valdediós es un corto río costero del norte de España que discurre por el centro-oriente del  Principado de Asturias y forma en su desembocadura la ría de Villaviciosa, la más grande de la región.
- Afluentes principales: ríos Bonizal, Sebrayu, Viacava, Valdebárcena y Rozaes.
- Poblaciones que atraviesa: Villaviciosa, Amandi.

- Datos: Q6115820